# Agriculture moléculaire
L'agriculture moléculaire, ou moléculture végétale, désigne la culture de plantes génétiquement modifiées pour produire des biomolécules utiles à des fins industrielles ou pharmaceutiques. C'est une activité qui relève encore de la recherche en laboratoire mais qui semble prometteuse dans la mesure où cette technique de production permettrait d'abaisser les coûts de production par rapport aux techniques classiques et d'éliminer certains risques de contamination.

## Domaines d'application
Les expériences déjà réalisées ont montré la possibilité de produire diverses molécules de grand intérêt, notamment :
- dans le domaine industriel des biopolymères, par exemple des polyhydroxyalkanoates, de la cyanophycine, des protéines de soie d'araignée...) des enzymes destinés à l'industrie agro-alimentaire, ou des molécules modifiées pour améliorer des processus industriels (par exemple de la fécule sans amylose) ;

- dans les domaines médical et pharmaceutique des vaccins comestibles antiviraux ou antibactériens tant pour l'homme que pour les animaux domestiques, des protéines humaines, telles que des interférons, de la lactoferrine ou des facteurs de nécrose tumorale.

## Intérêts
Face à la demande croissante de produits pharmaceutiques, l'utilisation des plantes plutôt que la synthèse chimique ou les bioréacteurs pour produire des protéines complexes présente un certain nombre d'intérêts mis en évidence par la recherche.
Les plantes sont assez différentes de l'homme et des animaux et ne produisent pas naturellement de protéines similaires à celles du monde animal, mais elles sont assez proches pour pouvoir exprimer, après modification génétique, des protéines humaines et animales, même complexes.
La production de telles molécules par des plantes transgéniques s'avère moins coûteux que par d'autres systèmes : culture de bactéries, culture de cellules animales, voire animaux transgéniques. 
En outre, les cultures microbiennes ne peuvent pas produire des protéines trop complexes. Les cultures de cellules animales ou des animaux transgéniques le permettraient mais à des conditions de coûts souvent prohibitives.
Les plantes présentent aussi l'avantage de ne pas transmettre d'agents pathogènes qui pourraient s'avérer dangereux pour la santé humaine.
Enfin, alors que les autres produits d'origine animale ou bactérienne doivent être conservés dans des conditions particulières de température et de protection contre les contaminations, les plantes permettent un stockage relativement facile à température ambiante et dans des conditions stériles grâce à leurs organes tels par exemple que fruits, graines et tubercules.